# Retrospective III
Retrospective III è una compilation della rock band canadese Rush pubblicata il 3 marzo 2009. La raccolta contiene brani derivati dal periodo "Atlantic" della band, proseguendo idealmente quanto già fatto con le raccolte Retrospective I e Retrospective II che ne rappresentano il periodo "Mercury". Retrospective III è stata resa disponibile sia come CD singolo che in edizione comprendente anche un DVD che raccoglie i videoclip realizzati dal gruppo sempre nel periodo "Atlantic".
I brani One Little Victory ed Earthshine, ovvero quelli provenienti dall'album Vapor Trails, più volte criticato per la cattiva qualità del missaggio, sono presenti in versione remixata a cura di Alex Lifeson e Richard Chycki. Ghost of a Chance live deriva invece dalla data di Atlanta del 22 luglio 2008, già pubblicata in versione video in Snakes & Arrows Live.
Il DVD presenta vari videoclip, alcuni filmati live derivanti dal video R30: 30th Anniversary World Tour, uno dei quali inedito e, come traccia bonus, Tom Sawyer eseguita dal vivo nel programma televisivo The Colbert Report con l'intervista alla band.
Nella prima settimana dalla pubblicazione, la raccolta ha venduto oltre le 10 000 copie.

## Tracce

### CD audio
1. One Little Victory (remix) - 5:11 (da: Vapor Trails)
2. Dreamline - 4:39 (da: Roll the Bones)
3. Workin' Them Angels - 4:49 (da: Snakes & Arrows)
4. Presto - 5:48 (da: Presto)
5. Bravado - 4:38 (da: Roll the Bones)
6. Driven - 4:29 (da: Test for Echo)
7. The Pass - 4:53 (da: Presto)
8. Animate - 6:05 (da: Counterparts)
9. Roll the Bones - 5:32 (da: Roll the Bones)
10. Ghost of a Chance (live) - 5:51
11. Nobody's Hero - 4:56 (da: Counterparts)
12. Leave That Thing Alone - 4:08 (da: Counterparts)
13. Earthshine (remix) - 5:38 (da: Vapor Trails)
14. Far Cry - 5:18 (da: Snakes & Arrows)

### DVD
1. Stick It Out
2. Nobody's Hero
3. Half the World
4. Driven
5. Roll the Bones
6. Show Don't Tell
7. The Pass
8. Superconductor
9. Far Cry
10. Malignant Narcissism
11. The Seeker (live tratto da R30: 30th Anniversary World Tour)
12. Secret Touch (live)
13. Resist (live tratto da R30: 30th Anniversary World Tour)
14. Bonus: Live performance di Tom Sawyer e intervista tratta da The Colbert Report

## Formazione
- Geddy Lee - voce, basso, sintetizzatori
- Alex Lifeson - chitarra elettrica e acustica, mandola
- Neil Peart - batteria, percussioni elettriche e acustiche